# Dreieck Pankow
Dreieck Pankow is een knooppunt in de Duitse deelstaat Brandenburg.
Op dit knooppunt sluit de A114 vanuit Berlin-Pankow aan op de A10, de Berliner Ring.

## Geografie
Het knooppunt ligt in de wijk Schönerlinde van gemeente Wandlitz, in het Landkreis Barnim, op de grens met de wijk Buch van de deelgemeente  Pankow in het noordoosten van Berlijn. De buurgemeenten in Brandenburg zijn Mühlenbecker Land in het Landkreis Oberhavel en Bernau bei Berlin in het Landkreis Barnim.
Het knooppunt ligt ongeveer 15 km ten noorden van het centrum van Berlijn.

## Configuratie
Knooppunt
Het is een trompetknooppunt met een vrij krappe trompetlus.
Rijstrook
Nabij het knooppunt hebben beide snelwegen 2x2 rijstroken.
Op de verbindingsweg richting het oosten na, die slechts één rijstrook heeft, hebben alle andere verbindingswegen twee rijstroken.
In de DDR-periode heette het knooppunt: Abzweig Pankow.

## Verkeersintensiteiten
Dagelijks passeren ongeveer 68.000 voertuigen het knooppunt.
| Van              | Naar                | Gemiddeld aantal voertuigen per dag |
| ---------------- | ------------------- | ----------------------------------- |
| AS Birkenwerder  | AD-Pankow (A 10)    | 50.200                              |
| AD Pankow (A 10) | AS Berlin-Weißensee | 46.700                              |
| AD Pankow (A 10) | Berlin-Pankow       | 33.100                              |

## Richtingen knooppunt
| Aansluitende wegen                          | Aansluitende wegen | Aansluitende wegen               | Aansluitende wegen | Aansluitende wegen                                     |
| ------------------------------------------- | ------------------ | -------------------------------- | ------------------ | ------------------------------------------------------ |
| richting Luchthaven Tegel Potsdam / Hamburg |                    |                                  |                    |                                                        |
|                                             |                    |                                  |                    |                                                        |
|                                             |                    |                                  |                    |                                                        |
|                                             |                    |                                  |                    |                                                        |
|                                             |                    | richting Berlijn-Centrum -Pankow |                    | richting Berlijn-Weißensee Prenzlau / Frankfurt (Oder) |